# Klaus Dylewski
Klaus Hubert Hermann Dylewski (Finkenwalde (ahora Zdroje, Szczecin, Polonia), 11 de mayo de 1916 – Hilden, 1 de abril de 2012) fue un Volksdeutscher alemán de origen polaco y sargento de la SS-Oberscharführer que participó en los actos genocidas del campo de concentración de Auschwitz.

## Primeros años
Klaus Dylewski pasó su infancia en Lazisk y fue a escueltas alemanas. Dylewski se identificó a sí mismo como de etnia alemana. Después de graduarse en 1935, asistió a un curso técnico en la Escuela Técnica de Danzig estudiando Ingeniería Mecánica. No pudo acabar el curso ya que se unió a la 3.ª División SS Totenkopf de las Waffen-SS como colaborador extranjero en 1939. En 1940, participó en la Batalla de Francia, donde fue herido.[cita requerida]

## Crímenes de guerra
En septiembre de 1940, fue transferido a Auschwitz y fue asignado por la Inspección de los Campos de Concentración al Departamento Político de Auschwitz. Desde el día de su asignación hasta 1944, participó en fusilamientos, torturas, y gaseamientos del Departamento. En la primavera de 1944, fue promocionado a Sargento jefe de la SS, y fue asignado a Hersbruck, donde trabajó como jefe de una fábrica aeronáutica. Los prisioneros políticos de los campos de concentración trabajaban como esclavos en esta fábrica.

## Juicios de Auschwitz
Al finalizar la guerra, en mayo de 1945, Dylewski se trasladó a Munich para eludir a la justicia y ocultó su auténtica identidad. Meses después, se trasladó a Hamburgo, y trabajó allí como operario. En 1948, continuó su inacabada carrera en la Universidad Humboldt de Berlín. Después de graduarse en 1952, dio clases en la escuela técnica de Düsseldorf. Siete años después, en 1959, fue arrestado después de ser descubierta su auténtica identidad. Fue liberado el mismo año por falta de pruebas. En 1960-61, fue arrestado y encarcelado durante casi cuatro meses, y fue liberado nuevamente. Pero a finales de 1963, fue arrestado por tercera vez antes de los Juicios de Auschwitz. Fue encontrado culpable de "complicidad en el asesinato en 32 ocasiones distintas, dos de ellas con el asesinato de al menos 750 personas." y fue sentenciado a cinco años de prisión. Dylewski fue liberado en 1968, habiendo cumplido tan solo tres años.  